# جيمس تور
جيمس تور (بالإنجليزية: James M. Tour)‏ هو كيميائي الاصطناع الكيميائي العضوي، مختص في تقانة النانو. وهو بروفيسور كيمياء في جامعة شيكاغو، وبروفيسور علم المواد تقنية النانو، وبروفيسور علوم الحاسوب في جامعة رايس في هيوستن، تكساس، الولايات المتحدة الأمريكية.

## السيرة المهنية
يشتهر بعمله في الإلكترونيات الجزيئية وجزيئات التبديل الجزيئية molecular switching molecules. كما ساهم في أعمال أخرى، كابتكار السيارة النانوية ونانو الأطفال NanoKids، وهو برنامج تعليمي تفاعلي لتعليم الأطفال أساسيات الكيمياء والفيزياء، والعديد من الأعمال التي تمت على الأنابيب النانوية والغرافين.

طور الدكتور تور ذواكر إلكترونية ذات أساس أكسيدي يمكنها أن تكون شفافة وأن تبنى على ركيزة ملائمة.
تلقى شهادته من جامعة سيراكيوز (1981م) ونال الدكتوراه من جامعة بوردو (1986م)ليتم بحث مابعد الدكتوراه في جامعة ويسكنسون-ماديسون (1986–1987) وجامعة ستانفور (1987–1988)
يحمل أكثر من 60 براءة اختراع في الولايات المتحدة وغيرها خارج الولايات المتحدة

## الجوائز
في عام 2014 تمت تسمية تور بين أكثر 50 عالم مؤثر في العالم من قبل TheBestSchools.org. وفي 2013 سمي ب«عالم السنة» من مجلة R&D Magazine

## روابط خارجية
- James Tour Research Group
- NanoKids نسخة محفوظة 15 ديسمبر 2003 على موقع واي باك مشين.